# Vuk Radović
Vuk Radovic poznatiji pod nadimcima Šilja,Vuki,Čevu,Vučina,Šiljson,Vulfi itd... je prvi golman ekipe fk radnički Zrenjanin.Mladi golman rodjen je 19.avgusta 2010.godine u Zrenjaninu.
Ovaj momak je mnogo dobar golman i covek znajuci njegove ucinke kao sto su voznja skuterom do kuce,lepo ponašanje i pre svega dobar i kvalitetan momak i drug.